# スピードウェイ・ジャンキー
『スピードウェイ・ジャンキー』（英: Speedway Junky）は、1999年に製作されたアメリカ映画。日本では劇場未公開。

## キャスト
- ジョニー：ジェシー・ブラッドフォード
- ドナ：パッツィ・ケンジット
- ベロニカ：ダリル・ハンナ
- スティーブ：ジョナサン・テイラー・トーマス
- エリック：ジョーダン・ブロワー
- ウィルマ：ティファニー＝アンバー・ティーセン
- ケリー：エイドリアン・フランツ
- ブレントレー：ウォーレン・G[1]

### 日本語吹き替え
- ジョニー：猪野学
- エリック：川島得愛
- ベロニカ：山像かおり
- スティーブン:伊藤健太郎
- その他の日本語吹き替え：岡寛恵／魏涼子／室園丈裕／三宅健太／星野充昭／高瀬右光／河相智哉／青木誠／川村拓央／城雅子／市川まゆ美／島宗りつこ